# Franjo Gulić
Franjo Gulić (Kulić), (Francesco Gulich) (1832. – 1882.), hrvatski graditelj orgulja koji je djelovao u Rijeci. Stilski je djelovao pod utjecajem talijanskih graditelja, s naglaskom na mletačke. Nakon smrti Josipa Barage vodio je u Rijeci radionicu za pokućstvo i glasovire a od 1861. radionicu pod svojim imenom. Kao njegov nasljednik predstavljao se Jakob Potočnjak.